# 투르케스탄 국가판무관부

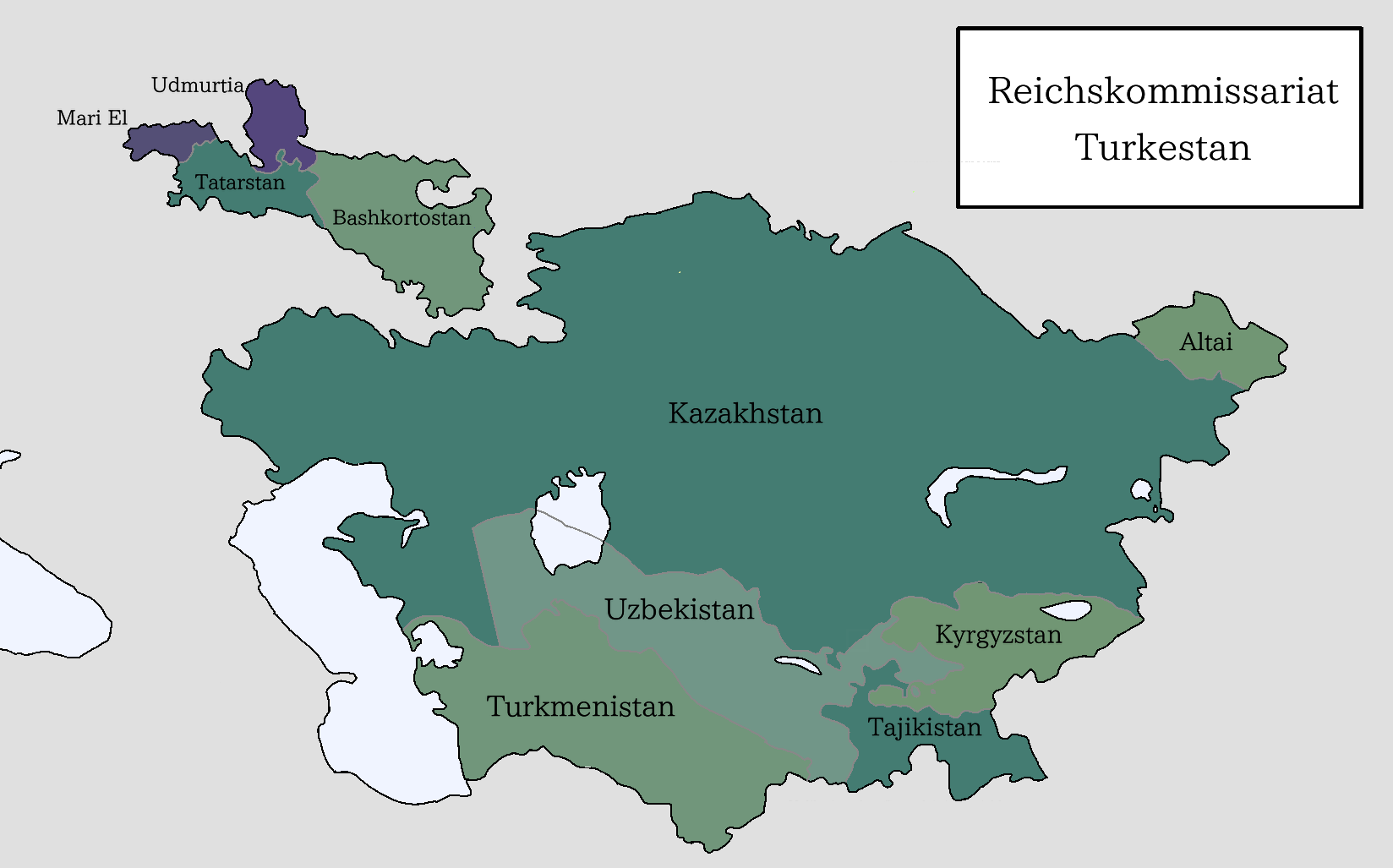
투르케스탄 국가판무관부의 계획된 영역을 녹색으로 그린 지도. 추가 편입이 논의되었던 마리옐 공화국과 우드무르트 공화국은 파랑으로 칠해져 있다.

투르케스탄 국가판무관부(독일어: Reichskommissariat Turkestan 라이히스코미사리아트 투르케스탄[*], 약자 RKT)는 나치 독일이 제2차 세계 대전 기간 소련과의 전쟁을 벌일 때 중앙아시아 지역에 수립하자고 계획되었던 독일의 국가판무관부이다. 소련의 역사학자 레프 베지멘스키는 이 지역의 영토 이름으로 판투르케스탄(Panturkestan), 그로스투르케스탄(Großturkestan, "대 투르케스탄"이란 의미), 모하메트라이히(Mohammed-Reich)라는 이름도 계획되었다고 주장했다.
나치의 사상가였던 알프레트 로젠베르크가 중앙아시아 지역의 국가판무관부 수립을 제안했으나, 아돌프 히틀러가 독일의 계획은 당분간 유럽에 국한되어야 한다고 말하면서 이 계획의 실행을 거부했다.

## 배경
바르바로사 작전이 시작되기 전 로젠베르크는 비록 독일이 그렇게나 먼 동쪽까지 정복할 수 있을 지 불확실하더라도 소련 내 중앙아시아에서 민족구성이 튀르크족과 무슬림 비율이 높은 지역은 주민들이 역사적으로 러시아의 패권 확장에 대해 반감을 가지고 있었기 때문에 소련 잔존 지역에서 독일 패권 확립을 위한 계획을 수립했다. 로젠베르크의 원 계획은 "탈러시아화"된 띠와 친독 종주권 지역을 수립해 언젠가 독일 본토와 연결될 가능성이 있는 3 m 철궤 중전철망인 브라이츠푸르반과 독일의 라이히스아우토반 동쪽 연장선 중 하나 혹은 둘 모두와 이어져 발트해와 흑해 양쪽의 접근권을 박탈당한 러시아의 '핵심지역'인 모스코비엔을 둘러싸기로 했다. 이렇게 연결될 지역은 대핀란드, 발트 지방, 백러시아(벨라루스), 대우크라이나, 대 캅카스, 투르케스탄, 이델우랄, 시베리아 등이었으며 독일과 맞닿은 서쪽의 국경 지대는 독일 본토로 흡수되거나 독일의 직접적인 통제 하에 두기로 계획되었다.
아돌프 히틀러는 이 제안을 반려했는데 독일을 위한 동쪽의 레벤스라움을 충분히 확보하자는 생각과는 다른 계획이었기 때문이었다. 히틀러의 명령에 따라 로젠베르크는 중앙아시아에 독일 민정청을 세운다는 제안도 보류했고 대신 당분간은 소련의 유럽 지역에 집중하자는 지시를 받았다.
로젠베르크는 우즈베크계 이민자인 벨리 카윤 한에게 투르케스탄 문제에 대한 자문을 받았는데 카윤 한은 1942년 8월부터 동방점령지국가부의 후원 아래 베를린에 본부를 두고 있던 투르케스탄 민족위원회의 위원장을 맡았다.

## 영토 범위

1922년 기준 소비에트 중앙아시아의 모습.

로젠베르크는 중앙아시아의 소련의 공화국 총 5개국, 즉 카자흐 SSR, 우즈베크 SSR, 투르크멘 SSR, 타지크 SSR, 키르기스 SSR의 영역을 국가판무관부로 편입하기로 계획했다. 이 5개 공화국의 인구는 전부 동질적인 튀르크인은 아니였지만(특히 타지키스탄 지역은 주로 이란인 출신이며 타지크인은 주로 페르시아어를 사용) 전반적으로 이슬람교를 믿는다는 동일점이 있었으며 특히 중동 지역의 일부 무슬림교도는 나치당 지도부와 연계가 있었다. 독일은 공통의 종교와 민족성을 근거로 알타이, 타타르스탄, 바슈코르토스탄 영토도 국가판무관부에 포함시켰다. 일부 출처에서는 원주민의 핀란드계의 기원과는 상관 없이 마리엘이나 우드무르트도 국가판무관부 포함 가능성이 있다 보기도 한다.
국가판무관부의 동쪽 한계에 대해서는 제2차 세계 대전 내내 명확하게 정해진 바가 없다. 만약 추축국이 정복하지 않은 소련의 잔존 지역도 전부 점령했을 경우 1941년 독일은 일본 제국과 동경 70도를 기준으로 동서로 분할해 70도 서쪽은 대동아공영권 영역으로 편입하자고 제안했다. 이 제안의 수정안에서는 국경선을 좀 더 동쪽으로 두어 중국과 중앙아시아의 국경 및 시베리아의 예니세이강을 경계로 두자고 제안했다.

## 같이 보기
- 독일 국방군의 자원군 및 방첩대